# Andrzej Szeląg
Andrzej Szeląg (ur. 1943 w Makowie Podhalańskim, zm. 17 czerwca 2006 w Krakowie) – polski komentator sportowy.

## Życiorys
Studiował filologię polską na Uniwersytecie Jagiellońskim. Od 1969 związany z TVP3 Kraków, gdzie przez długi czas pełnił funkcję szefa redakcji sportowej. Jako komentator specjalizował się w piłce nożnej i hokeju na lodzie. Dla TVP komentował wiele ważnych imprez sportowych m.in. Mistrzostwa Świata w Piłce Nożnej 1982 i Mistrzostwa Świata w Piłce Nożnej 1986 oraz Igrzyska Olimpijskie w Moskwie i Albertville.